# (673087) 2015 AJ281
(673087) 2015 AJ281 ist ein großes transneptunisches Objekt im Kuipergürtel, das bahndynamisch als erweitertes Scattered Disc Object (DO) oder als Cubewano eingestuft wird. Aufgrund seiner Größe ist der Asteroid ein Zwergplanetenkandidat.

## Entdeckung
(673087) 2015 AJ281 wurde bereits am 25. März 2011 an der Europäischen Südsternwarte (ESO) (Chile) aufgespürt und der Planetoid erhielt die ursprüngliche Bezeichnung 2011 FW62, doch ging er danach wieder verloren. Dann wurde er am 6. Januar 2015 von einem Astronomenteam im Rahmen des Pan-STARRS-Projekts mit dem 1,8-m-Ritchey-Chretien-Teleskop (PS1) am Haleakalā-Observatorium (Maui) wiederentdeckt und er erhielt von der IAU die aktuellere Bezeichnung 2015 AJ281, wodurch die Erstentdeckung folglich wie eine Vorentdeckung (Precovery) behandelt wurde.
Nach seiner Entdeckung ließ sich 2015 AJ281 auf Fotos bis zum 25. Februar 2010, die ebenfalls im Rahmen des Pan-STARRS-Programmes gemacht wurden, zurückgehend identifizieren und so seinen Beobachtungszeitraum um vier Jahre verlängern, um so seine Umlaufbahn genauer zu berechnen. Im September 2018 lagen insgesamt 76 Beobachtungen über einen Zeitraum von 8 Jahren vor. Die bisher letzte Beobachtung wurde im Januar 2018 wiederum am Pan-STARRS-Teleskop durchgeführt. (Stand 28. Februar 2019)

## Eigenschaften

### Umlaufbahn
(673087) 2015 AJ281 umkreist die Sonne in 285,35 Jahren auf einer leicht elliptischen Umlaufbahn zwischen 37,67 AE und 49,01 AE Abstand zu deren Zentrum. Die Bahnexzentrizität beträgt 0,131, die Bahn ist 26,80° gegenüber der Ekliptik geneigt. Derzeit ist der Planetoid 42,65 AE von der Sonne entfernt. Das Perihel durchläuft er das nächste Mal 2079, der letzte Periheldurchlauf dürfte also im Jahre 1793 erfolgt sein.
Marc Buie (DES) klassifiziert den Planetoiden als erweitertes SDO (ESDO bzw. DO), während das Minor Planet Center ihn als Nicht-SDO und allgemein als «Distant Object» einordnet. Das Johnston’s Archive führt ihn dagegen als Cubewano auf, wobei er zu den bahndynamisch «heißen» klassischen KBO gehören würde.

### Größe
Derzeit wird von einem Durchmesser von etwa 468 km ausgegangen, basierend auf einem Rückstrahlvermögen von 7 % und einer absoluten Helligkeit von 5,3 m. Ausgehend von einem Durchmesser von 468 km ergibt sich eine Gesamtoberfläche von etwa 688.000 km2. Die scheinbare Helligkeit von (673087) 2015 AJ281 beträgt 21,39 m.
Da anzunehmen ist, dass sich (673087) 2015 AJ281 aufgrund seiner Größe im hydrostatischen Gleichgewicht befindet und somit weitgehend rund sein muss, sollte er die Kriterien für eine Einstufung als Zwergplanet erfüllen. Mike Brown geht davon aus, dass es sich bei 2015 AJ281 um möglicherweise einen Zwergplaneten handelt.
| Jahr                                         | Abmessungen km | Quelle   |
| -------------------------------------------- | -------------- | -------- |
| 2018                                         | 443,0          | Johnston |
| 2018                                         | 468,0          | Brown    |
| Die präziseste Bestimmung ist fett markiert. |                |          |